# شان
شان (به آلمانی: Schaan) بزرگ‌ترین شهرستان کشور پادشاهی لیختنشتاین می‌باشد.
شان در نزدیکی شهر فادوتس است.
جمعیت آن در سال ۲۰۰۰ برابر با ۵۵۱۳ نفر بوده است. مساحت آن ۲۶٫۸ کیلومتر مربع است.

## نگارخانه

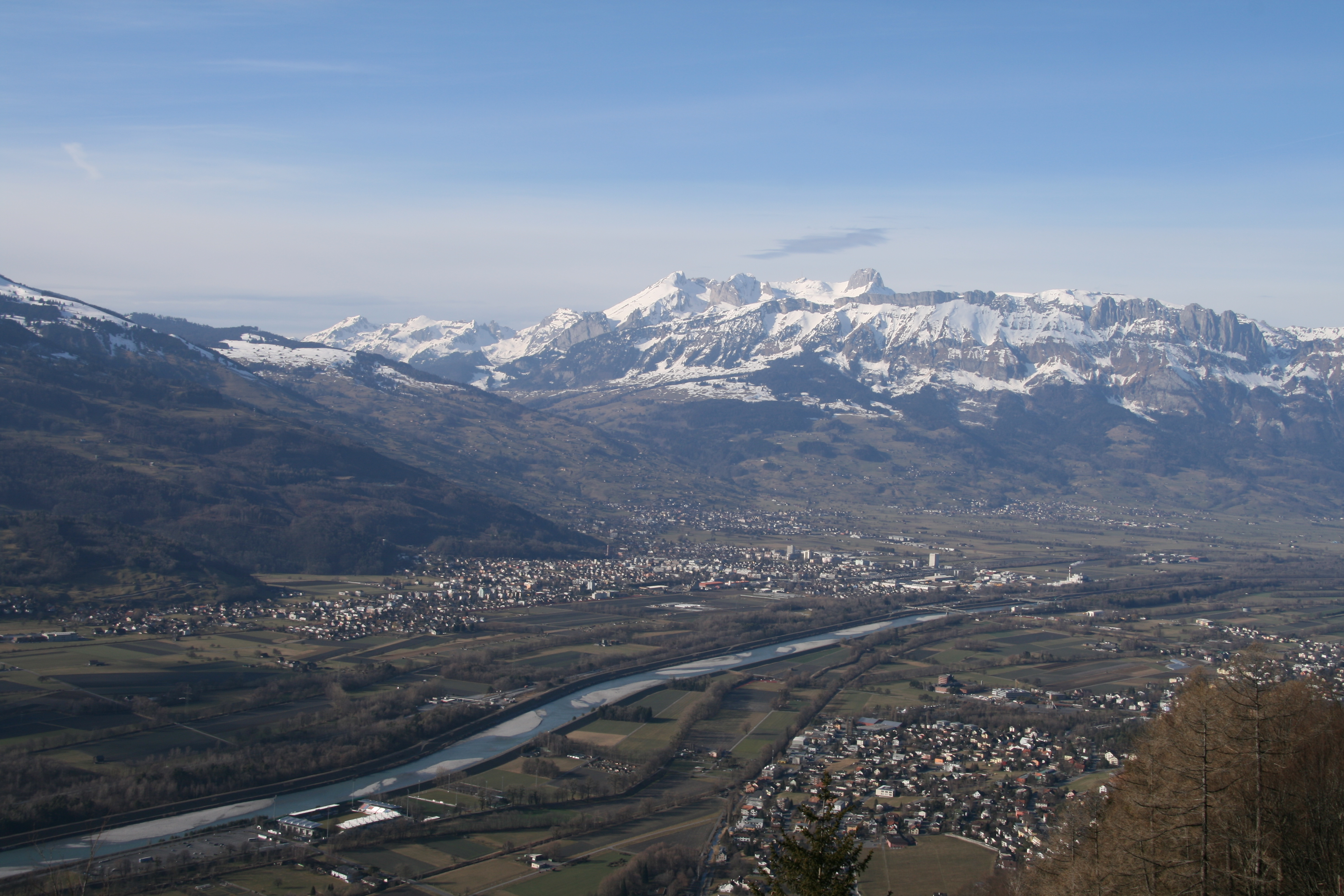
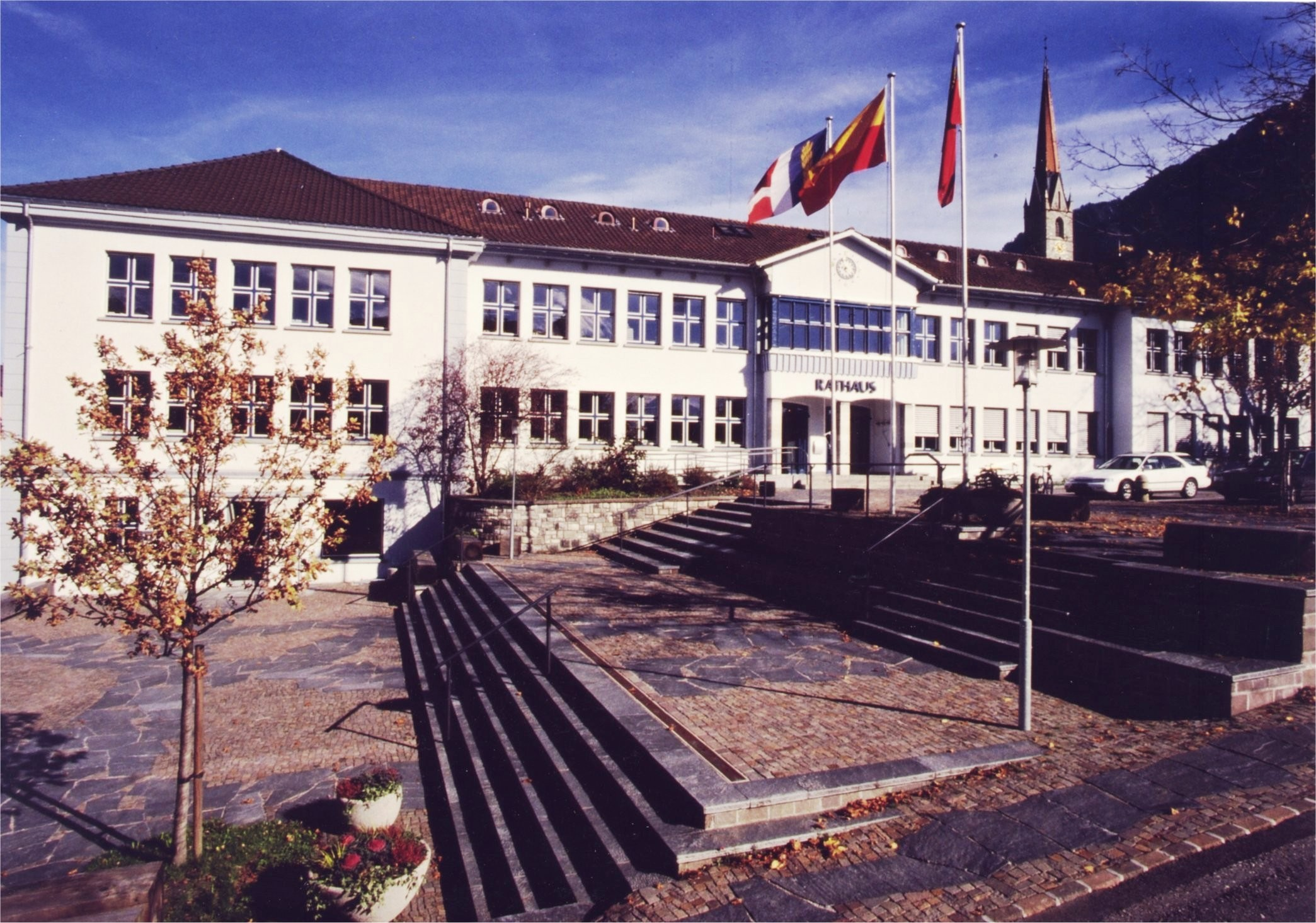
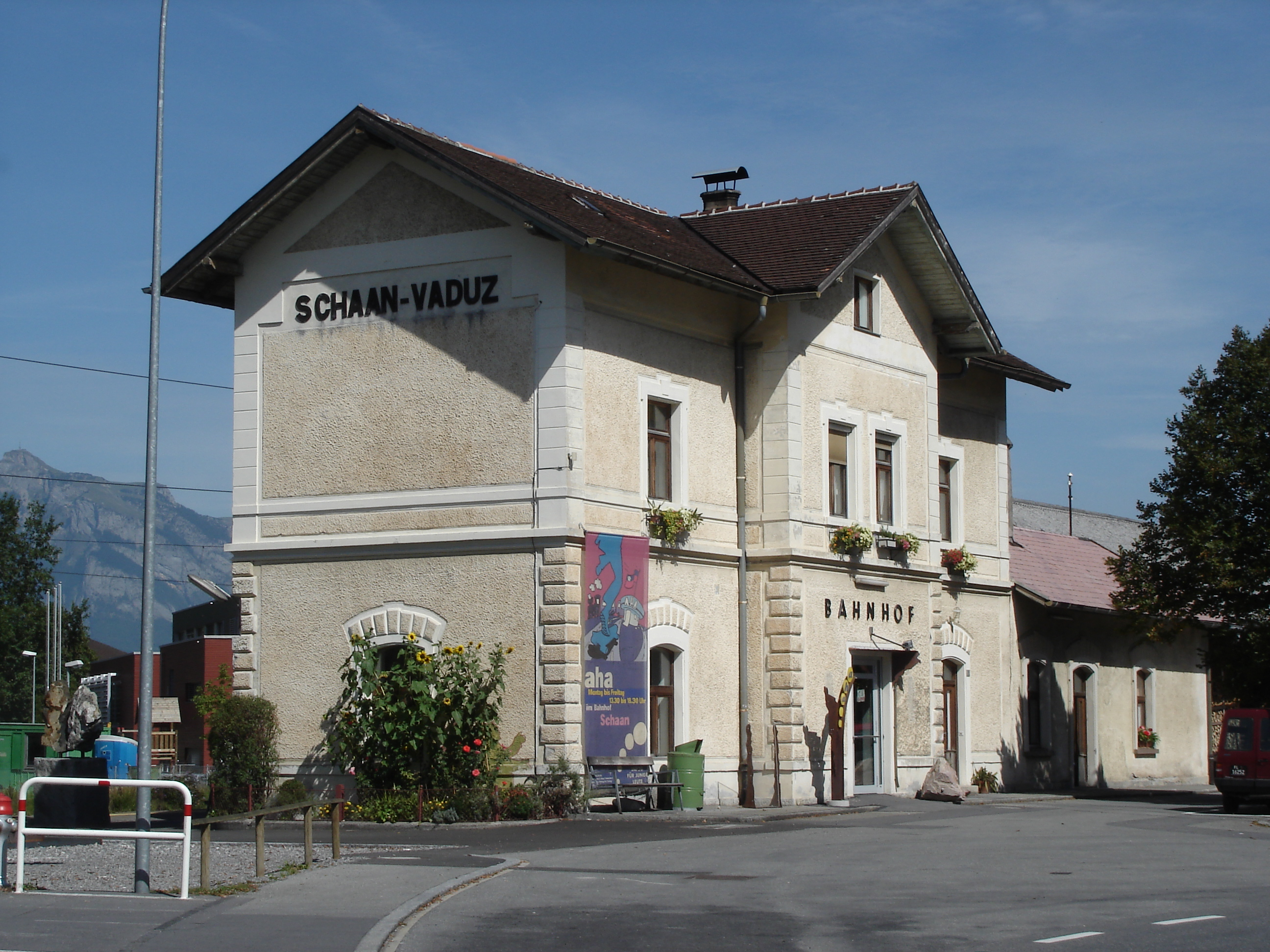